# 瓦胡阿利伊努伊
瓦胡阿利伊努伊是瓦胡岛（夏威夷群岛的4个主要岛屿之一）历史上的最高统治者。与夏威夷群岛其他岛屿的君主一样，瓦胡岛的阿利伊努伊也自称为天父瓦凯亚和地母帕帕哈瑙莫库的后裔。15世纪，一位阿利伊努伊统一瓦胡岛。
瓦凯亚的第14世后裔纳纳乌鲁是已知的瓦胡岛第1位国王库穆霍努阿的祖先，后者是考爱岛第二王朝国王莫伊克哈的兄弟。瓦胡岛的国王曾多次在莫洛凯岛拥有霸权，并将其作为避暑地。瓦胡岛还产生了夏威夷群岛历史上第1位女性统治者库卡尼洛科。1783年，瓦胡岛被毛伊国王卡赫基利二世征服，其子卡拉尼库普勒随后于1795年在一场战役中被统一夏威夷的国王卡美哈梅哈一世击败。

## 列表
- 马韦凯（英语：Maweke）
- 穆利埃列阿利伊（英语：Mulielealiʻi）
- 库穆霍努阿（英语：Kumuhonua）
- 埃勒普乌卡霍努阿（英语：Elepuʻukahonua）
- 霍奥库波霍卡诺
- 纳韦莱（英语：Nawele）
- 拉科纳（英语：Lakona of Oahu）
- 卡帕埃-阿-拉科纳（英语：Kapae-a-Lakona）
- 哈卡（英语：Haka of Oahu）
- 马伊利卡卡希（英语：Maʻilikūkahi）
- 卡洛纳伊基（英语：Kālonaiki）
- 皮利瓦莱（英语：Piliwale）
- 库卡尼洛科（英语：Kūkaniloko）（女）
- 卡拉伊马努伊亚（女）
- 库阿马努伊亚
- 卡希卡普阿马努伊亚
- 卡库希赫瓦
- 卡内卡普·阿·卡库希赫瓦
- 卡伊希卡普·阿·卡库希赫瓦（1640年—1660年）
- 卡霍奥瓦哈奥卡拉尼（1660年—1680年）
- 考阿卡希亚卡霍奥瓦哈（1680年—1690年）
- 库阿利伊·库努伊阿凯亚·库伊凯阿拉伊考阿奥卡拉尼（英语：Kualii）（1690年—1730年）
- 卡皮伊奥霍奥卡拉尼（1730年—1737年）
- 卡纳哈奥卡拉尼（1737年—1738年）
- 佩雷伊奥霍拉尼（英语：Peleioholani）（1738年—1770年）；1730年—1770年，任考爱阿利伊努伊。
- 库马哈纳（1770年—1773年）
- 卡哈哈纳（1773年—1783年）[2]

1783年—1795年，被毛伊岛征服，由卡赫基利二世和卡拉尼库普勒先后统治。1795年，被卡美哈梅哈一世征服。